# Unité urbaine de Montendre
L'unité urbaine de Montendre est une unité urbaine française centrée sur la petite ville de Montendre, située dans la partie méridionale de la Charente-Maritime.

## Données générales
En 2010, l'INSEE a procédé à une redéfinition du zonage de l'unité urbaine de Montendre qui est maintenant composée de deux communes urbaines. Jusqu'en 1999, elle formait une ville isolée. 
L'unité urbaine de Montendre figure en 2010 sous le code 17112 de la nomenclature de l'Insee. 
En 1975, elle avait été déclassée comme commune rurale. Elle a retrouvé le statut d'unité urbaine à partir du recensement de 1982 et formait à cette date une ville isolée dont la population s'élevait à 3 330 habitants.
En 2007, avec 3 473 habitants, elle constitue la 20e unité urbaine de Charente-Maritime et appartient à la catégorie des unités urbaines de 2 000 à 4 999 habitants.
Sa densité de population qui s'élève à 111 hab/km2 en 2007 en fait une unité urbaine légèrement plus densément peuplée que la Charente-Maritime qui est de 88 hab/km2.

## Délimitation de l'unité urbaine de 2010
Unité urbaine de Montendre dans la délimitation de 2010 et population municipale de 2007
| Commune urbaine | Superficie | Population | Densité de population | Statut       |
| --------------- | ---------- | ---------- | --------------------- | ------------ |
| Montendre       | 25,06 km2  | 3 146 hab. | 126 hab/km2           | Ville-centre |
| Souméras        | 6,26 km2   | 327 hab.   | 52 hab/km2            | Banlieue     |
| Unité urbaine   | 31,32 km2  | 3 473 hab. | 111 hab/km2           |              |

## Sources et références
1. ↑  Composition de l'unité urbaine de Montendre en 2010 - Source : Insee